# Środkowoeuropejska prowincja bazaltowa
Środkowoeuropejska prowincja bazaltowa – obszar występowania kenozoicznych skał wulkanicznych i wulkanoklastycznych na obszarze Europy Środkowej.
Środkowoeuropejska prowincja bazaltowa rozciąga się na długości prawie 700 km, od Renu, poprzez Niemcy, Czechy, po Górny Śląsk. Obejmuje kilkaset wystąpień skał zasadowych i obojętnych, ogólnie nazywanych bazaltami. W rzeczywistości można wśród nich wyróżnić: bazalty, bazalty foidonośne, trachybazalty, trachity, tefryty, bazanity, bazanity fonolitowe, latyty kwarcowe, nefelinity, doleryty, limburgity, ankaratryty, trachyandezyty, trachyfonolity, a także brekcje wulkaniczne, tufy i tufity.
W Polsce skały środkowoeuropejskiej prowincji bazaltowej występują przede wszystkim w południowej części kraju, na Śląsku i ziemi kłodzkiej, obejmując Sudety, Przedgórze Sudeckie i Nizinę Śląską – od granicy z Niemcami do Góry Świętej Anny na Śląsku Opolskim. Naliczono tu 314 powierzchniowych wystąpień, w tym 89 fragmentów potoków lawowych, 44 kominy wulkaniczne (neki), 22 kominy i żyły z fragmentami pokryw, 156 żył oraz 3 płaty tufów i konglomeratów.
Skały tej formacji występują na obszarze różnych jednostek geologicznych (blok sudecki, blok przedsudecki, monoklina śląsko-krakowska, strefa śląsko-morawska), tektonicznych, a także geograficznych (Sudety, Przedgórze Sudeckie, Nizina Śląsko-Łużycka, Nizina Śląska, Wyżyna Śląsko-Krakowska).
Niektóre wystąpienia w Polsce:
- pokrywy lawowe – okolice Lubania i Leśnej (Stożek Perkuna), Markocice, Kozów, Męcinka, Słup, Żarek, Lubień, Mikołajowice, Targowica, Kowalskie-Żelowice, Lądek-Zdrój, Ligota Tułowicka
- pnie i czopy wulkaniczne – Opolno-Zdrój, Sulików, Uniegoszcz, Stożek Perkuna, Proszowa, Pilchowice, Czartowska Skała, Mszana-Obłoga, Bazaltowa Góra, Rataj, Owczarek (Owcza Góra), Sichów (Krzyżowa Góra), Wilcza Góra (Wilkołak), Kozia Góra, Krzeniów (Łysanka), Pielgrzymka, Winnica, Mikołajowice, Strzegom (Góra Krzyżowa)
- stożki wulkaniczne (dolne części) – Ostrzyca, Grodziec, Gilów, Gracze, Góra Świętej Anny
- żyły (dajki i sille) – Śnieżne Kotły, Leśna, Zaręba

Poszczególne wystąpienia powstawały w różnym czasie, od paleocenu po plejstocen, przy czym na ziemiach polskich główne nasilenie intruzji miało miejsce w oligocenie i dolnym miocenie.
Ciekawsze wystąpienia:
- Diabelski Mur (Czechy)
- Panská skála (Czechy)